# Xian de Yuanqu
Le xian de Yuanqu (垣曲县 ; pinyin : Yuánqǔ Xiàn) est un district administratif de la province du Shanxi en Chine. Il est placé sous la juridiction de la ville-préfecture de Yuncheng.

## Démographie
La population du district était de 219 345 habitants en 1999.